# Abraham Leijonhufvud (1583–1618)
Abraham Leijonhufvud, född på Ekeberg i Närke 22 mars 1583, död 7 oktober 1618 på Sundby i Södermanland, var en svensk friherre och riksråd. Han var äldste son till Karin Åkesson (Soop) och riksrådet Erik Leijonhufvud.
Abraham Leijonhufvud var kammarjunkare hos hertig Gustav Adolf till 1601 och reste därefter till Nederländerna och Frankrike. Han hemkom 1604 och gick då åter i kungens tjänst. Han blev 1607 ståthållare över Arboga och Köpings län med Lindes och Nora skogar. År 1610 var han legat på diplomatiskt uppdrag till Frankrike. Samma år upphöjdes han till friherre och erhöll till friherrskap Nynäs i Nousis, Åbo och Björneborgs län, som några år förut blivit indraget efter Hogenskild Bielke, samt med ett vapen helt olika det nuvarande
friherrliga vapnet.
Blasonering: förutom hjertskölden med de tre lejonhufvudena, fyra sköldar eller fält med en på en grön mark stående björn af naturlig färg i hvitt falt, i första och fjerde skölden, och i andra och tredje en, likaledes på en grön mark stående, hvit oxe med en röd ros och två gröna blad i munnen i blått falt, samt två hjelmar, den ena med ett gyllene lejonhufvud emellan tvänne gula och blå buffelhorn, och den andra med ett björnhufvud emellan svarta och hvita dylika horn.
Från 1611 (ej 1614) var han Lagman i Närke. Var legat till England och Skottland och 1613 kommissarie vid Älvsborgs lösens uppbärande i Karl Filips hertigdöme. Blev riksråd 31 januari 1617. Han var även samma år utskrivningskommissarie i Jönköpings län och 1618 mönstringsherre i Kalmar län.
Leijonhufvud gifte sig på slottet Tre Kronor i Stockholm 3 december 1612 med Beata Sparre (1584-1655), dotter till rikskanslern Erik Larsson Sparre och grevinnan Ebba Brahe. Äktenskapet var barnlöst och Abraham Leijonhufvud slöt själv sin ointroducerade friherrliga ätt. Paret är begravda i familjegraven i Lillkyrka kyrka, Närke.